# 沙田駅
座標: 北緯22度22分56秒 東経114度11分14秒 / 北緯22.38222度 東経114.18722度
沙田駅（さでんえき）は、香港新界沙田区にある、香港鉄路 (港鉄 MTR)東鉄線の駅である。

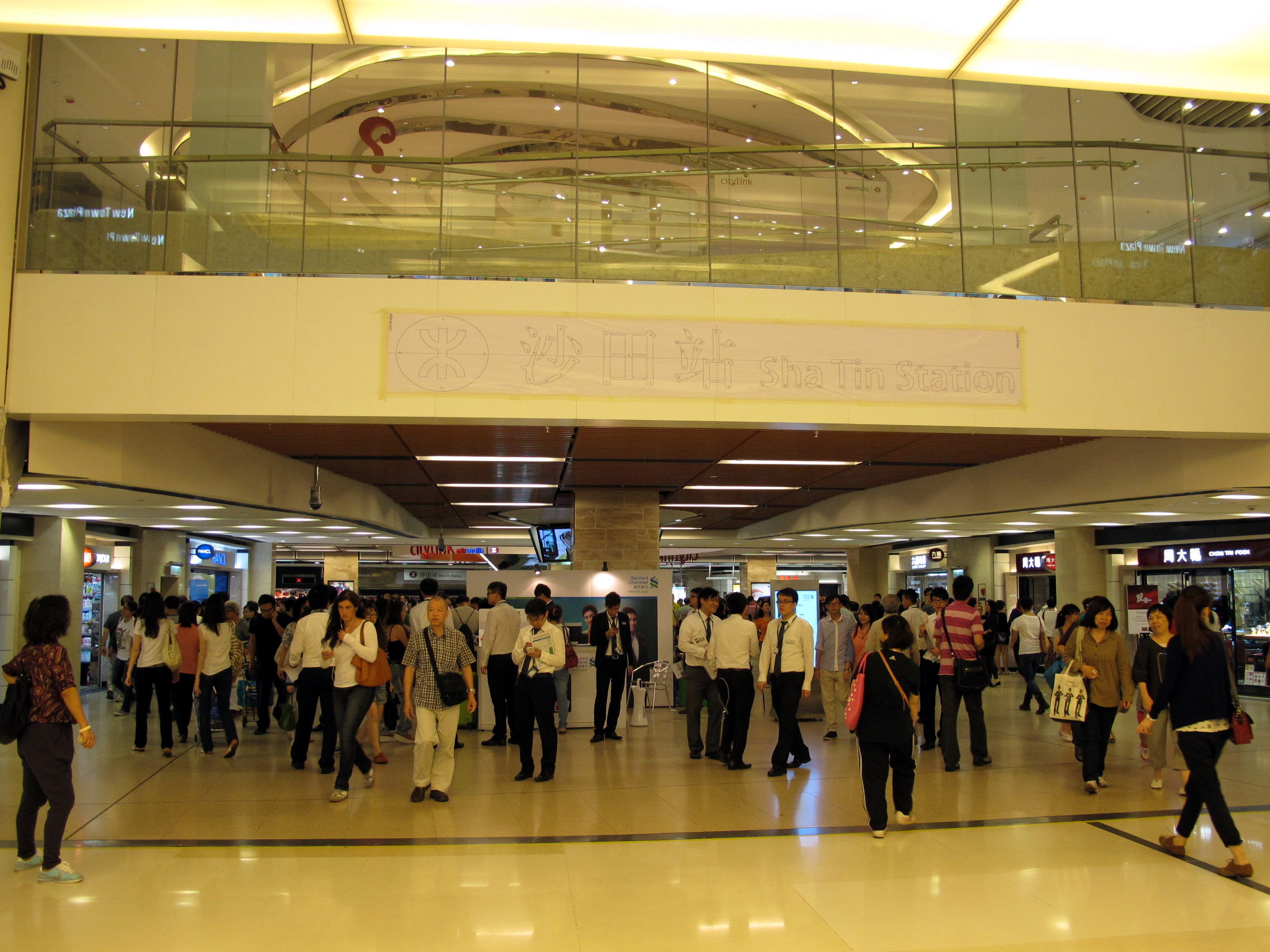
コンコース

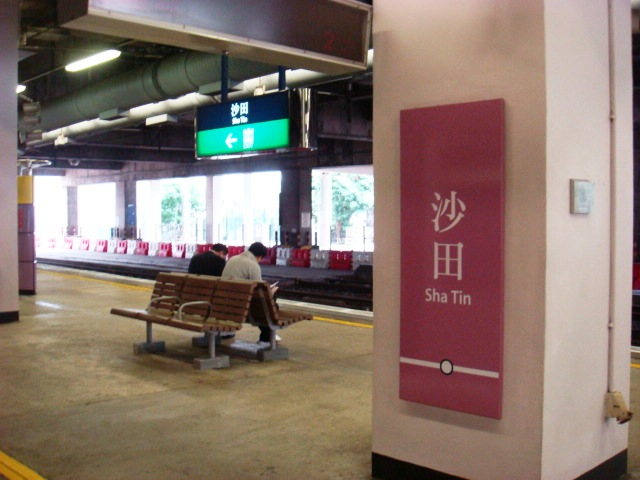
沙田駅ホーム

## 駅構造
- 島式ホーム2面4線の地上駅 (橋上駅舎)。

| -        | 上蓋物業                                                 | 連城広場、タクシー乗り場                                                          |
| C 大堂   | 大堂                                                     | 出口、沙田車站                                                                    |
| C 大堂   | 大堂                                                     | 客務中心、車站商店、便所                                                          |
| C 大堂   | 大堂                                                     | 自動販売機、自動照相機、現金自動預け払い機                                        |
| C 大堂   | 大堂                                                     | 「e分鐘著數」機、電子儲物櫃                                                       |
| P ホーム | ➊番線                                                    | ■東鉄線羅湖／落馬洲方面→ （当駅終著列車、中国直通列車を待避する一部の列車が使用） |
| P ホーム | 島式ホーム、1番線は右側の扉が開く・2番線は左側の扉が開く |                                                                                   |
| P ホーム | ➋番線                                                    | ■東鉄線羅湖／落馬洲方面→                                                          |
| P ホーム | ❸番線                                                    | ←■東鉄線金鐘方面                                                                  |
| P ホーム | 島式ホーム、3番線は左側の扉が開く・4番線は右側の扉が開く |                                                                                   |
| P ホーム | ❹番線                                                    | ←■東鉄線金鐘方面 （当駅始発列車、および馬場駅営業時に使用）                       |

## 駅周辺
当駅はKCRで1982年に最初に電化された区間の末端であり、これに合わせて当駅周辺の開発が進んでいった。沙田は、東鉄沿線、というよりは新界地区におけるニュータウン開発のパイオニアというべき地域といえる。
当駅に直結しているショッピングセンターとして「新城市広場(New Town Plaza)」がある。これはかなり大規模なショッピングセンターであり、中心部に出ずともここだけであらゆるものが揃ってしまう規模を持っている。あたかも街中にある店の数々がそっくりそのまま全館冷房のショッピングセンターに収まったかのような趣である。そのため常に人であふれていて活気がある。この新城市中心が、沙田という地域のステータスを上げるのに大きく貢献しているといえよう。
駅周辺の開発が始まって20年余りしか経っていないことから、新城市広場や沙田大会堂をはじめとした駅周辺のつくりにはゆとりのあるものとなっている。

## 歴史
- 1910年10月1日 - 開業。

## 隣の駅
香港鉄路
東鉄線
大囲駅 - 沙田駅 - 火炭駅
東鉄線馬場支線
沙田駅 - 馬場駅